# Ильянен, Александр Сергеевич
Алекса́ндр Серге́евич И́льянен (род. 25 февраля 1958, Ленинград) — русский прозаик и поэт.

## Биография
Родился и вырос в Толстовском доме в Ленинграде. 
Окончил Военный институт иностранных языков в Москве. Преподавал иностранные языки в военных учебных заведениях, вышел в отставку в звании старшего лейтенанта. Живёт в Санкт-Петербурге.

## Творчество
Публиковался в журналах и альманахах «Сумерки», «Митин журнал», «Двоеточие», «РИСК», «Комментарии», «Зеркало», «Новая русская книга», «Критическая масса», «Русская проза», «Воздух», «Новое литературное обозрение» и других.
Пользуясь изощрёнными стилистическими приёмами, сумел создать свой неповторимый стиль, истоки которого критики усматривают в прозе В. В. Розанова, В. Б. Шкловского, В. А. Сосноры. Своим учителем Ильянен считает именно последнего.
Писатель Александр Гольдштейн отмечал: «Где у Харитонова — чувственно-эмоциональные, словом оформленные состояния тела, как, например, любовь, тоска, одиночество; где он работает в первом словесно-соматическом плане, без ролевой дистанции в отношении темы и агента высказывания, там Ильянен, трепещущий по отложившимся, отчасти пародийным следам исповедальной голубизны, знает лишь свободный от психо-тематической зависимости, замкнутый границами автономного представления, на себя обращенный язык. Язык обозначает уже не материю похоти, тоски, наваждения, но кодифицированные языковые эмблемы этих состояний, из которых по ходу рассказа проступает опять же язык — змея кусает свой хвост».
Поэт и критик Александр Скидан так характеризовал прозу Ильянена: «Ильянен нижет слова посредством их колеблющихся признаков, созвучий, флексий. Безглагольная событийная канва подшивается к дневниковой скорописи, частностям, блесткам фонем, ложных биографических и литературных генеалогий. Так скользят прогулочным взглядом мимо колониальных витрин, причащаясь их нерукотворным фетишам, копиям, изваяньям. Собственно, весь роман, начиная с названия, и есть такая витрина, где сведенный в судороге экивока автор тщетно разгадывает себя по частям, как чужестранную речь, как «сладкое имя скальда», сложенное и произнесённое как своё».
Литературный критик и поэт Данила Давыдов сформулировал следующим образом: «Быть может, загадка Ильянена состоит в том, что он крайне критично относится к проблеме монтажа. Понятно, что бо́льшая часть поисков в области фрагментарного прозаического письма прямо или косвенно связана с эйзенштейновскими и вертовскими идеями. Но Ильянен умудряется не состыковывать, а сращивать отдельные фрагменты своих текстов, они не соположены, а органически связаны. Чётких границ нет, есть зоны перехода, но внимательный читатель всегда увидит, что, в сущности, единой и нечленимой зоной перехода является вся книга целиком — любая у Ильянена».

### Романы
- Ильянен А. С. И финн / авт. послеслов. Д. В. Кузьмин. — Тверь: Kolonna publications, 1997. — 400 с.
- Ильянен А. С. Дорога в У. — Тверь: Kolonna publications, 2000. — 400 с.
- Ильянен А. С. Бутик Vanity. — Тверь: Kolonna publications, 2007. — 288 с.
- Ильянен А. С. Пенсия. — Тверь: Kolonna publications, 2015. — 676 с.

## Признание
- 1999 — короткий список премии Андрея Белого в номинации «Проза» за роман «Дорога в У.»[10]
- 2007 — лауреат премии Андрея Белого в номинации «Проза» за роман «Бутик Vanity» с формулировкой «за настойчивое измельчение прозаической мозаики и превращение её в нескладываемое тело исчезающего в её гранях автора»[11].
- 2015 — короткий список премии «НОС» за роман «Пенсия»[12].